# Karel Štolc (voják)
Karel Štolc (případně Karel Štolz, 10. dubna 1916 Kralupy nad Vltavou – 7. srpna 1942 Věznice Plötzensee) byl československý důstojník a odbojář z období druhé světové války popravený nacisty.

## Život

### Před druhou světovou válkou
Karel Šolc se narodil 10. dubna 1916 v Kralupech nad Vltavou, v rodině továrního úředníka Bohumila Štolze a jeho manželky Anny. Dva roky studoval na reálném gymnáziu v Roudnici nad Labem, po přestěhování středoškolská studia dokončil na II. státní reálce v Brně, kde maturoval v roce 1935. Následně nastoupil prezenční vojenskou službu v Kutné Hoře. Rozhodl se pro profesi vojáka z povolání a studoval na Vojenské akademii v Hranicích, odkud byl vyřazen v roce 1937. Do rozpadu Československa v březnu 1939 působil v hodnosti poručíka u telegrafního praporu v Prešově. Byl členem Sokola Brno IV.

### Druhá světová válka
Po návratu do Brna a rozpuštění československé armády pracoval jako poštovní úředník a zapojil se do protinacistického odboje v rámci Obrany národa, kde uplatnil svou vojenskou odbornost. Ve spolupráci s Petrem Kamanem sestrojil několik vysílacích a přijímacích přístrojů a navázal telegrafní spojení s Prahou. Za svou činnost byl dne 3. prosince 1939 ve svém bytě zatčen gestapem, vězněn na Špilberku, Sušilových a Kounicových kolejích, Breslau, Wohlau, Neumünsteru, od března 1942 pak v berlínské věznici Alt Moabit. Dne 31. března 1942 byl lidovým soudem odsouzen k trestu smrti a 7. srpna 1942 popraven gilotinou v další berlínské věznici Plötzensee. Ve stejný den byl popraven i Petr Kaman.

## Posmrtná ocenění
- Po Karlu Štolcovi byla v roce 1946 v brněnských Černovicích pojmenována jedna z ulic.[3]

## Karel Štolc nebo Karel Štolz?
V závěru roku 1945 signovala životopis Karla Štolce jeho matka Anna příjmením Štolzová. Forma příjmení Štolz je uvedena i v matrice narozených a tiskovém oznámení o popravě. Ve strojopisu je jméno Karel Štolz opraveno na Karel Štolc a nadále je užívána tato podoba jména.